# ویتالی میکولنکو
ویتالی سرهیوویچ میکولنکو (اوکراینی: Віталій Сергійович Миколенко؛ زادهٔ ۲۹ مهٔ ۱۹۹۹) بازیکن فوتبال اهل اوکراین است.
از باشگاه‌هایی که در آن بازی کرده‌است می‌توان به دینامو کیف اشاره کرد.
وی همچنین در تیم ملی فوتبال اوکراین بازی کرده‌است.